# خرابيش
شبكة خرابيش (بـالحروف اللاتينية:kharabeesh) هي شركة عربية أردنية للإعلام والترفيه والرسوم المتحرّكة الساخرة، تقوم بإنتاج محتوى عربي إبداعي يستقي مواضيعه من القضايا الاجتماعية والسياسية التي يعيشها الإنسان العربي.

## تاريخها
انطلقت شركة خرابيش عام 2007، بفكر عربي شامل تبنّاه المؤسسون: محمد عصفور، وائل عتيلي، وفا النابلسي، فراس العتيبي، وشاهر العتيبي.
تعاونت شبكة خرابيش مع فنّانين ومبدعين عرب من المحيط إلى الخليج، على سبيل المثال لا الحصر: رسام الكاريكاتير عمر عدنان العبداللات وفنان الـ «ستاند أب كوميدي» رجائي قوّاس من الأردن واللذان انضما فيما بعد كشركاء في خرابيش، وأشرف حمدي من مصر، وعبد الله جابر وياسر بكر من السعودية، وفادي إدريس وفيبا وحمزاوي من المغرب العربي، وغيرهم الكثير.
تبنّت خرابيش مواهب عربية حتى حققت أعمالاً فنّية رفيعة المستوى حازت على شعبية واسعة في العالم العربي، واستطاعت أن تدير شبكة متعدّدة القنوات على موقع اليوتيوب من إنتاجها إضافة إلى إنتاجات شركائها، لتصبح أكبر شبكة فيديوهات ذات محتوى ناطق بالعربية، بعدد مشاهدات تجاوز المليار.
خرابيش هي أوّل شركة عربيّة تحصل على شهادة تأهيل من موقع يوتيوب لتكون المرجع العربي الأول في تقديم خدمات حماية حقوق الملكية الفكرية، إضافة إلى تقديمها استشارات في تقنيات إنتاج المحتوى وكيفية تطويره وزيادة مشاهداته والحصول على عائد مادي ربحي من الإنتاجات الإبداعية.
كما اختارت شبكة إنديفور شركة خرابيش في عام 2010 لتكون ضمن الشّركات الرّيادية التي تحظى بدعمها، نظراً لتميّز أداء خرابيش على مستوى الشركات الريادية في المنطقة. وكانت شركة إيرنست آند يونج قد رشّحت خرابيش عام 2009 لجائزة أفضل شركة ريادية

## القنوات الرئيسية لشبكة خرابيش
خرابيش كرتون: رسوم متحركة.
خرابيش كوميدي: برامج كوميدية، وستاند أب كوميدي.
شارع خرابيش: برامج حوارية هادفة.
خرابيش موسيقى: أعمال موسيقية وغنائية تقليدية وبديلة

## رخصة الإنتاج والتداول
إنتاجات خرابيش مرخص لها بموجب المشاع الإبداعي نسب- غير تجاري - لا اشتقاق 3.0 الأصلية الترخيص.
أي أنّه يجب أن يُنسب العمل للمؤلف ولا يمكن تغيير أو تحوير العمل ولا استخدامه لأغراض تجارية

## وصلات خارجية
- الموقع الرسمي.
- صفحة قناة خرابيش على يوتيوب.